# 大岗头寨堡遗址
大岗头寨堡遗址，位于中国广东省肇庆市四会市贞山街道莲塘布村大岗头岗顶，为一处明清古遗址，占地面积约7000平方米。2002年4月2日，列入四会市第二批文物保护单位。
大岗头寨堡始建于明代，毁塌于清末。该寨堡建造目的是为了防备匪盗。寨堡遗址现存泥砂夯筑墙一段，长约20米，均高2.5米，厚约0.6米。